# Silicose
A silicose é uma forma de pneumoconiose causada pela inalação de finas partículas de sílica cristalina e caracterizada por inflamação e cicatrização em forma de lesões nodulares nos lóbulos superiores do pulmão.
Provoca, na sua forma aguda, dificuldades respiratórias, febre e cianose. Pode ser confundida como edema pulmonar, pneumonia ou tuberculose.
Foi identificada pela primeira vez por Bernardino Ramazzini, em 1705.
A silicose comumente afeta os mineiros, após anos de inalação da sílica presente no ar dos túneis e galerias. A sílica se deposita nos alvéolos pulmonares furando células e rompendo os lisossomos que derramam suas enzimas que destroem as células, ação conhecida como autólise e como consequência os alvéolos. A silicose causa dificuldade respiratória e baixa oxigenação do sangue, provocando tontura, fraqueza e náuseas, incapacitando o trabalhador.
A silicose além de ser a mais antiga e mais grave das doenças pulmonares relacionadas é também a mais prevalente à inalação de poeiras minerais. É uma fibrose pulmonar nodular causada pela inalação de poeiras contendo partículas finas de sílica livre cristalina que leva de meses a décadas para se manifestar.
Com uma evolução progressiva e irreversível a Silicose é considerada uma doença ocupacional que causa graves transtornos de saúde ao trabalhador e pode provocar incapacidade para o trabalho, aumento dos riscos de tuberculose, invalidez e, com certa freqüência, ter relação com a causa do óbito do paciente.
A descrição da doença foi relatada há muitos séculos, no entanto a possibilidade de prevenção só foi cogitada a partir do século XX.
A importância da prevenção e do combate à silicose motivou a Organização Mundial de Saúde (OMS) e a Organização Internacional do Trabalho (OIT) a lançarem em 1995, conjuntamente, um programa de erradicação da Silicose.
As três formas mais importantes da sílica cristalina, do ponto de vista da saúde ocupacional são o quartzo, a tridimita e a cristobalita. Estas três formas de sílica também são chamadas de sílica livre ou sílica não combinada para distingui-las dos demais silicatos. Ela é por excelência a maior causa de adoecimento de trabalhadores chilenos no século XXI.

## Terminologia
A silicose tem como sinônimo o termo "pneumoultramicroscopicossilicovulcanoconiose". Este é a versão em língua portuguesa de pneumonoultramicroscopicsilicovolcanoconiosis, por Everett M., presidente da National Puzzlers League para que fosse a maior palavra da língua inglesa. Pela etimologia dos elementos de composição, significa "uma doença pulmonar causada pela inalação de pó (cinzas de uma atividade vulcânica) de sílica muito fina, que causa inflamação nos pulmões". Everett M. Smith criou a palavra juntando prefixos e radicais de origem grega e latina, obtendo dessa forma uma nova denominação para uma doença com nome científico já definido. Posteriormente esta palavra foi transposta para a nossa língua como pneumoultramicroscopicossilicovulcanoconiose, mas, como duplicata, um nome científico preestabelecido de uma doença já conhecida, implica que na nossa língua esta palavra seja considerada como uma palavra fictícia.
A palavra ganhou estatuto oficial pela primeira vez em 2001, no Dicionário Houaiss da Língua Portuguesa. Aparece descrita como uma doença pulmonar causada pela inspiração de cinzas vulcânicas, tornando-se dessa forma a maior palavra da língua portuguesa registada em dicionário.
| Palavra      | Significado                                                  | Idioma de origem | Palavra de origem e seu significado                |
| ------------ | ------------------------------------------------------------ | ---------------- | -------------------------------------------------- |
| pneumo       | pulmão                                                       | grego            | pneumon = pulmão                                   |
| ultra        | além                                                         | latim            | ultra = além                                       |
| microscópico | muito pequeno                                                | grego            | microscópico: mikros = pequeno, skopein = examinar |
| sílico       | vem de silício, elemento químico presente no magma vulcânico | latim            | silício: silicium/silex = pedra dura ("seixo")     |
| vulcano      | vindo de um vulcão                                           | latim            | vulcano: vulcanus = deus do fogo e da metalurgia   |
| coniótico    | partículas de poeira em suspensão no ar                      | grego            | kónis = poeira                                     |

## Tipos
Os tipos são:
- Silicose crônica: compromete de forma leve o pulmão, sendo um estágio inicial.
- Silicose complicada: é observada a perda de peso, aparecimento de fibrose nos pulmões e falta de ar. Inicia o risco de desenvolver Tuberculose.
- Silicose acelerada: surge após exposição intensa. Os sintomas são próximos da silicose complicada, sendo que desenvolvem doenças autoimunes e artrite reumatoide.
- Silicose aguda: O risco de tuberculose é iminente, o paciente tem uma perda de peso radical e falta de ar constante.

## Tratamento
A silicose não tem cura, sendo que o tratamento tem como foco em administrar e aliviar os sintomas, complicações e evitar infecções respiratórias.

## No Brasil
No Brasil, a Portaria n.º 99, de 19 de outubro de 2004 (Publicada no DOU de 21 de outubro de 2004, Seção 1) proibiu o processo de trabalho de jateamento que utilize areia seca ou úmida como abrasivo, visando evitar que trabalhadores contraíssem a Silicose ocasionada por tais aparelhos.